# گرث مک‌کلیری
گرث مک‌کلیری (انگلیسی: Garath McCleary؛ زادهٔ ۱۵ مهٔ ۱۹۸۷) ورزشکار اهل بریتانیا است.
از باشگاه‌هایی که در آن بازی کرده‌است می‌توان به باشگاه فوتبال ریدینگ، باشگاه فوتبال ناتینگهام فارست، باشگاه فوتبال آکسفورد سیتی، باشگاه فوتبال سلو تاون و باشگاه فوتبال بروملی اشاره کرد.
وی همچنین در تیم ملی فوتبال جامائیکا بازی کرده است.